# جمهورية شقيقة
خلال فترة احتلالها لأجزاء مجاورة من أوروبا أثناء الحروب الثورية الفرنسية، أنشأت فرنسا أنظمة جمهورية في هذه الأراضي. أعلنت الجمهورية الفرنسية دعم انتشار مبادئ الجمهورية في أوروبا، ولكن معظم هذه الجمهوريات العميلة أو الجمهوريات الشقيقة هي في الواقع وسيلة للسيطرة على الأراضي المحتلة من خلال مزيج من السيطرة الفرنسية والمحلية.

## معرض صور

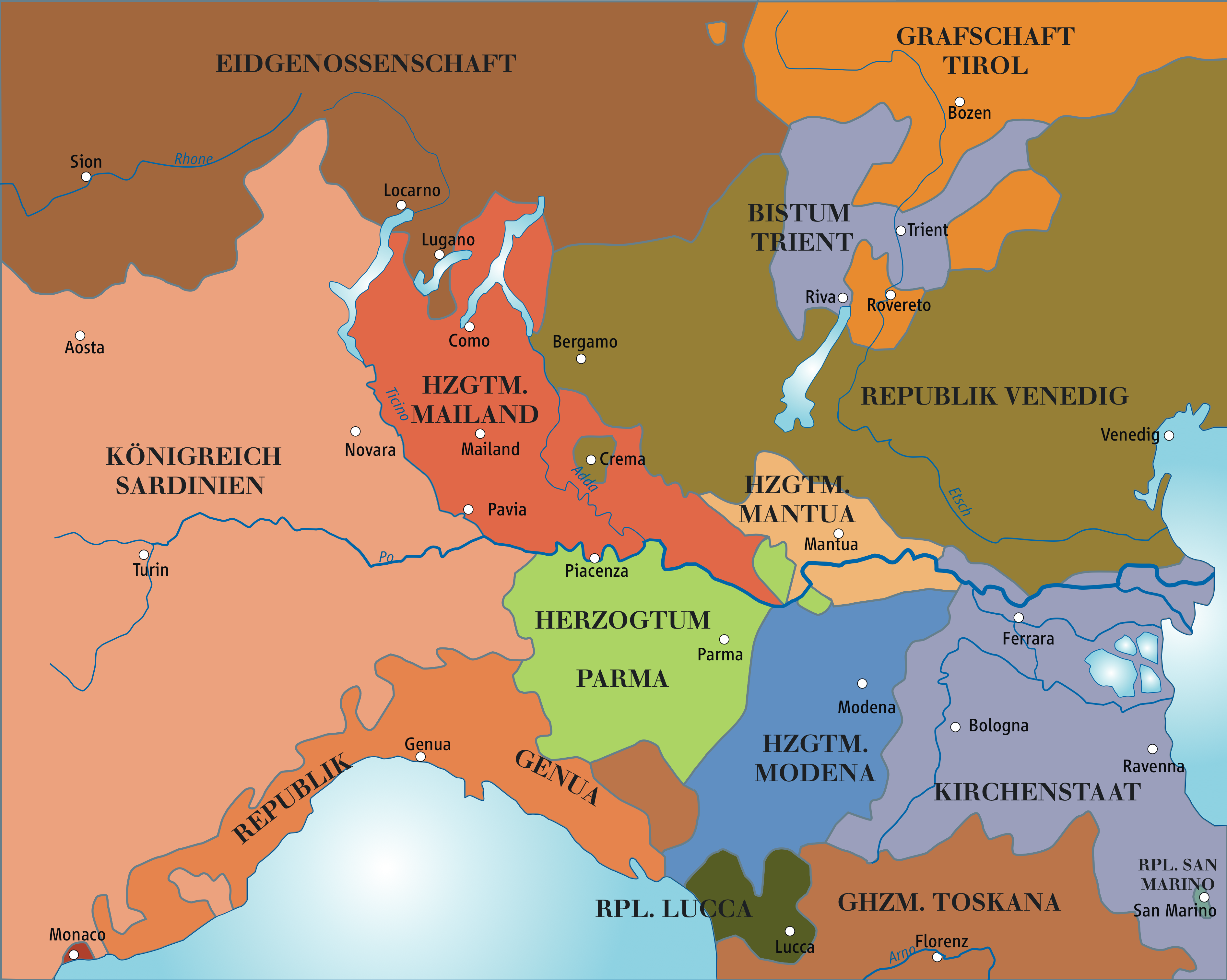
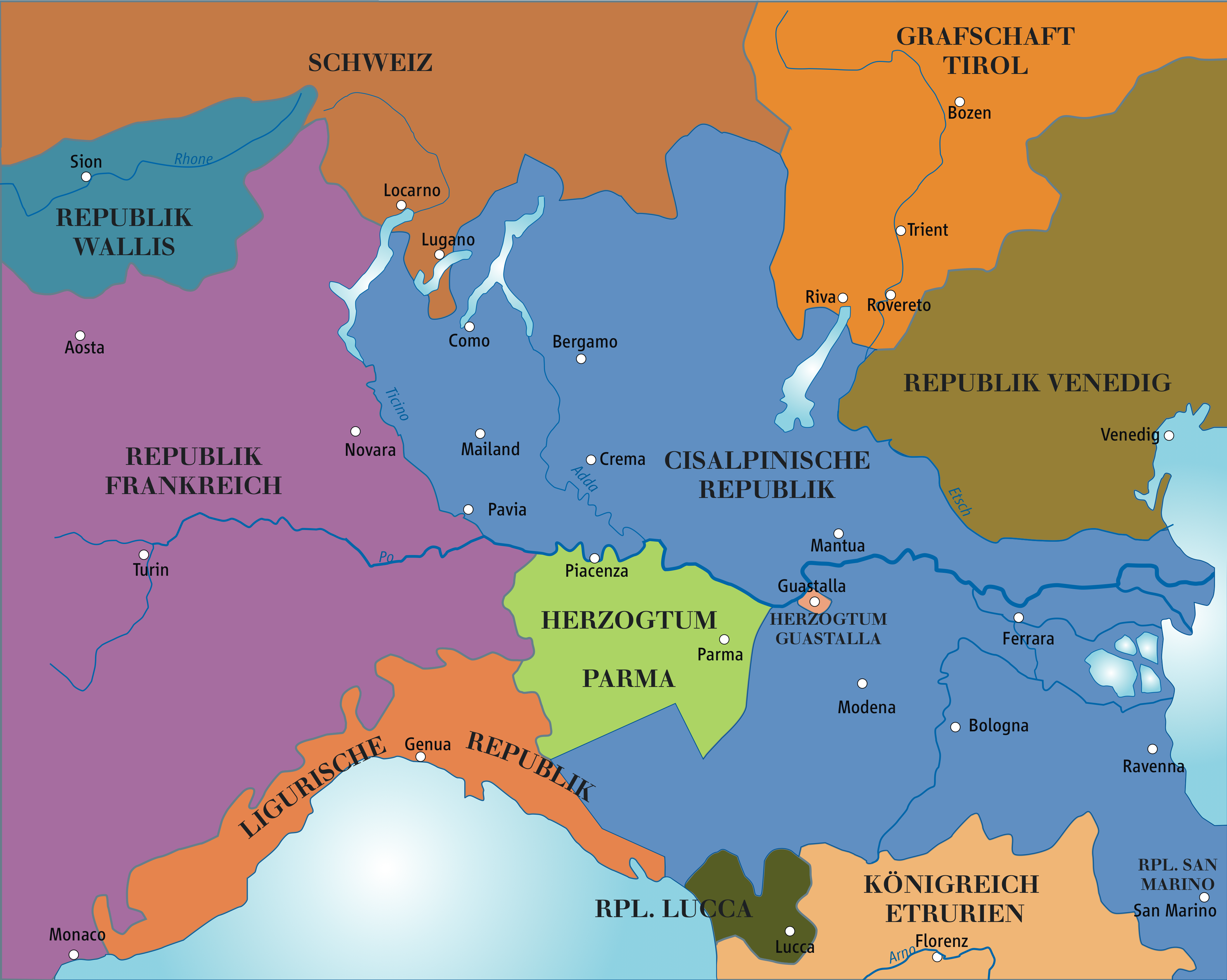
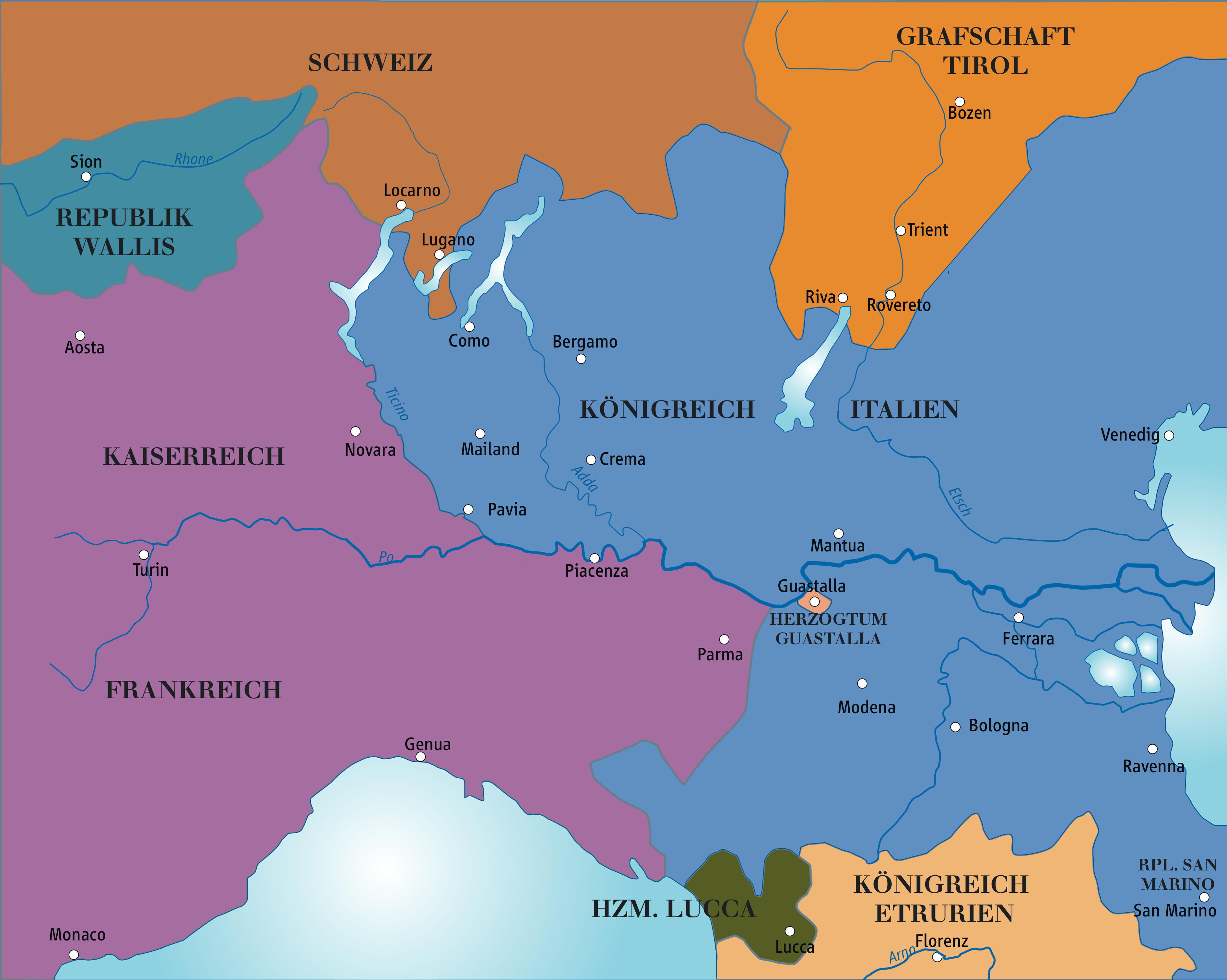